# 三島市議会
三島市議会（みしましぎかい）は、静岡県三島市の地方議会である。

## 概要
- 定数：22人[1]
- 現員数：22人[2]
- 任期：4年
- 議長：堀江和雄（公明）
- 副議長：宮下知朗（新未来21）

## 会派
三島市議会では、2人以上の議員によって構成する団体を会派として認めている。
| 会派名           | 議員数 | 所属党派              | 女性議員数 | 女性議員の比率(%) |
| ---------------- | ------ | --------------------- | ---------- | ----------------- |
| 新風会           | 6      | 無所属                | 3          | 50                |
| 改革みしま       | 4      | 無所属・自由民主党    | 1          | 25                |
| 新未来21         | 3      | 無所属                | 1          | 33.33             |
| 公明             | 3      | 公明党                | 1          | 33.33             |
| 覚悟の会         | 3      | 日本維新の会 ・無所属 | 0          | 0                 |
| 日本共産党議員団 | 2      | 日本共産党            | 1          | 50                |
| 無会派           | 1      | 自由民主党            | 0          | 0                 |
| 計               | 22     |                       | 7          | 31.82             |

※2025年5月15日現在　　
※所属党派は立候補時点のもの

## 運営
定例会は、年に4回（2月・6月・9月・11月）に開かれる。

## 委員会
常任委員会
- 総務委員会（8）
- 福祉教育委員会（7）
- 経済建設委員会（7）

議会運営委員会
- 議会運営委員会（7）

※括弧内の数字は定数